# Ryan Franklin
Ryan Ray Franklin, född den 5 mars 1973 i Fort Smith i Arkansas, är en amerikansk före detta professionell basebollspelare som spelade tolv säsonger i Major League Baseball (MLB) 1999 och 2001–2011. Franklin var högerhänt pitcher.
Franklin spelade för Seattle Mariners (1999 och 2001–2005), Philadelphia Phillies (2006), Cincinnati Reds (2006) och St. Louis Cardinals (2007–2011). Totalt spelade han 532 matcher och var 62–76 (62 vinster och 76 förluster) med en earned run average (ERA) på 4,14 och 668 strikeouts. Hans mest framgångsrika säsong var 2009, då han var 4–3 med en ERA på 1,92 och 38 saves. Den säsongen togs han ut till MLB:s all star-match.
Franklin tog guld för USA vid olympiska sommarspelen 2000 i Sydney.
2005 stängdes Franklin av i tio matcher på grund av ett positivt dopningstest. Två år senare namngavs han i Mitchellrapporten.